# 花輪英司
花輪 英司（はなわ えいじ、1974年7月6日 - ）は、日本の男性声優、ナレーター。山梨県出身。ケンユウオフィス所属。

## 経歴
勝田声優学院12期生および映像テクノアカデミア2期生。東京俳優生活協同組合、モアナファクトリー所属を経てケンユウオフィス所属。

## 人物
声域はハイバリトン。方言は甲州弁。
趣味はスキューバダイビング、ドライブ、愛犬と遊ぶ、テレビゲーム、ホビー、トイ。特技は柔道。
三ツ矢雄二がマイケル・J・フォックスを吹き替えた『バック・トゥ・ザ・フューチャー』（テレビ朝日版）と富山敬がエディ・マーフィを吹き替えた『ビバリーヒルズ・コップ』（テレビ朝日版）が現在の芝居の基になっているといい、後者については「俺のバイブル」と称しており、DVDへの収録を熱望しているとTwitterで明かしている。また、後に『超音速攻撃ヘリ エアーウルフ』のコンプリートブルーレイBOX追加収録部分では富山の代役を務めた。

## 出演
太字はメインキャラクター。

### テレビアニメ
1999年
- 魔術士オーフェン Revenge（リード、村人A）

2000年
- クレヨンしんちゃん（2000年 - 2001年、警官、若者A）
- サクラ大戦TV（兵士）
- THE ビッグオー
- 週刊ストーリーランド（2000年 - 2001年、不良A、若者C）
- それいけ!アンパンマン（2000年 - 2007年、モオさん〈3代目〉、おりがみまん〈5代目〉、氷鬼〈2代目〉）
- モンスターファーム〜伝説への道〜（アナウンサー）

2002年
- 花田少年史（男達）

2003年
- ガングレイヴ（ゲーリー、スコッティ 他）
- 最遊記RELOAD（魏鴻）
- 魔獣戦線 THE APOCALYPSE（ローカスト、レギオン）

2004年
- 天上天下（田上、ボディーガード）
- 鉄人28号（十字結社A、同僚B）
- 爆裂天使（パイロット）
- 遙かなる時空の中で-八葉抄-（貴族）
- ファンタジックチルドレン（2004年 - 2005年、職員C、デュマ / デミアン）
- MEZZO -メゾ-（蝶野、浅野）
- MONSTER（2004年 - 2005年、ペーター、男、コンスタンティン、司会者、被災者A、記者B、係員、運転手、双子の父、ヘルベルト 他）

2005年
- ぱにぽにだっしゅ!（早乙女先生、ヤンキー）

2006年
- 韋駄天翔（黒田助手）
- 牙 -KIBA-（ノーマン、ポリスA）
- 金色のコルダ〜primo passo〜（岸本正三郎、運転手）
- CLUSTER EDGE（白の僧兵）
- NARUTO -ナルト-（トドロキ）
- バーテンダー（織田正博）
- 働きマン（山城新二）

2007年
- おおきく振りかぶって（2007年 - 2010年、河合和己） - 2シリーズ
- 怪物王女（村山）
- GR-GIANT ROBO-（司会者）
- DEATH NOTE（三堂芯吾）
- 遙かなる時空の中で3（2007年 - 2010年、平経正） - 2シリーズ
- BLUE DRAGON（ビショップ）
- もやしもん（アナウンス）
- ヤマトナデシコ七変化♥（若い頃のスナコの父）
- レ・ミゼラブル 少女コゼット（青年）

2008年
- 狼と香辛料（ワイズ）
- ゴルゴ13（ポール・ドミニク）
- 西洋骨董洋菓子店 〜アンティーク〜（小早川千影、レフェリー）
- 二十面相の娘（本田）
- のらみみ（父親）
- 魍魎の匣（藤教篤）

2009年
- 獣の奏者 エリン（シュナン）
- 蒼天航路（伏徳）
- はっけん たいけん だいすき!しまじろう（2009年 - 2014年、ラットマン） - 3シリーズ

2010年
- 閃光のナイトレイド（丸嶋礼二）

2011年
- 逆境無頼カイジ 破戒録篇（石川）
- スイートプリキュア♪（健吾）

2012年
- HUNTER×HUNTER（第2作）（アベンガネ、ガシタ）

2013年
- サザエさん（2013年 - 2015年、主人、鰐淵）
- 名探偵コナン（2013年 - 2025年、刑事、志垣修平、小川浩、蒲原保、大坪直）

2014年
- ガンダム Gのレコンギスタ（メカマン）
- ディスク・ウォーズ:アベンジャーズ（アイアンマン）

2015年
- アクエリオンロゴス（坂本隊長）
- えとたま（イナバーマント号）
- それが声優!（スパイラルカフェ音響監督）
- ルパン三世 PART IV（浦賀航）

2016年
- ハイキュー!!（2016年 - 2020年、穴原孝昭） - 2シリーズ
- ONE PIECE（2016年 - 2023年、シシリアン）

2017年
- ACCA13区監察課（ポールスター）
- マーベル フューチャー・アベンジャーズ（アイアンマン）
- ドラゴンボール超（ジレン）
- 将国のアルタイル（アルトドルファー）

2018年
- 牙狼〈GARO〉-VANISHING LINE-（エド）
- BEATLESS（セッサイ）
- 銀河英雄伝説 Die Neue These 邂逅（ラザール・ロボス）
- 僕のヒーローアカデミア（2018年 - 2024年、ハウンドドッグ、特田種男） - 3シリーズ
- DOUBLE DECKER! ダグ&キリル（ジェファソン）
- INGRESS THE ANIMATION（ヒューロン警備員、ヒューロン特殊部隊）

2019年
- エガオノダイカ（ソレイユ国王）
- ブギーポップは笑わない（飛鳥井仁の父）

2020年
- ヒーリングっど♥プリキュア（2020年 - 2021年、花寺たけし、コーチ）
- 啄木鳥探偵處（成田屋嘉平）

2021年
- 転生したらスライムだった件（2021年 - 2024年、ラーゼン） - 2シリーズ
- 進撃の巨人（2021年 - 2022年、ニコロ） - 2シリーズ
- ポケットモンスター（2021年 - 2022年、ガンピ）
- 新幹線変形ロボ シンカリオンZ（2021年 - 2022年、新多キボウ）
- SHAMAN KING（2021年 - 2022年、カリム）
- アイドリッシュセブン Third BEAT!（監督）
- takt op.Destiny（ザーガン）
- もっと!まじめにふまじめ かいけつゾロリ（ケッチー）

2022年
- 機動戦士ガンダム 水星の魔女（2022年 - 2023年、ラジャン・ザヒ）
- 農民関連のスキルばっか上げてたら何故か強くなった。（ルリの父親）

2023年
- HIGH CARD（2023年 - 2024年、リンジー・ベッツ） - 2シリーズ
- REVENGER（坂田秋水）
- 遊☆戯☆王ゴーラッシュ!!（2023年 - 2025年、アルフレッド）
- AIの遺電子（父親）
- 贄姫と獣の王（テイリン）
- 鴨乃橋ロンの禁断推理（床屋）

2024年
- 俺だけレベルアップな件（2024年 - 2025年、馬渕勲） - 2シリーズ
- 葬送のフリーレン（リヒター）
- SHAMAN KING FLOWERS（カリム）
- 狼と香辛料 MERCHANT MEETS THE WISE WOLF（ワイズ）
- バーテンダー 神のグラス（南浩一）
- ワンルーム、日当たり普通、天使つき。（サングラスの男）
- 魔王軍最強の魔術師は人間だった（クリストフ）
- 株式会社マジルミエ（社員）
- オーイ!とんぼ（2024年 - 2025年、有働ハジメ）
- 村井の恋（腎ノ守）

2025年
- 青の祓魔師 終夜篇（アスタロト）
- 九龍ジェネリックロマンス（周）
- クラシック★スターズ（壱右衛門）
- 華Doll*-Reinterpretation of Flowering-（灯堂彼方）
- SAKAMOTO DAYS（アパートの父）

### 劇場アニメ
- 風を見た少年（2000年）
- 機動戦士ガンダム 特別版（2000年、ジオン公国群衆）
- 劇場版 遙かなる時空の中で 舞一夜（2006年、貴族）
- 真救世主伝説 北斗の拳 ラオウ伝 殉愛の章（2006年、若きケンシロウ）
- CYBORG009 CALL OF JUSTICE（2016年、五十嵐威）
- 甲鉄城のカバネリ 海門決戦（2019年、雲母）
- Gのレコンギスタ II ベルリ 撃進（2020年、士官）
- 映画 プリキュアミラクルリープ みんなとの不思議な1日（2020年、花寺たけし）
- 地球外少年少女（2022年、相模市長） - 前後編に分けて劇場公開、Netflixでは全6話で配信

### OVA
1998年
- ジオブリーダーズ（ハウンド隊員）
- ブラック・ジャック（警官）

1999年
- Weiß kreuz

2000年
- エクスドライバー（八戒太、生徒E、暴走AIカーの搭乗者）

2003年
- 天地無用! 魎皇鬼 第3期（Z）

2005年
- ストリートファイターALPHAジェネレーション（ケン）
- 天上天下 ULTIMATE FIGHT（刺客A、騎士B）

2011年
- SUPERNATURAL: THE ANIMATION（エリック）

2012年
- 間の楔 第2期（ダリル、ブロンディーD）
- 名探偵コナン BONUS FILE ファンタジスタの花（外岡）

2017年
- 機動戦士ガンダム サンダーボルト（マーカス）

2019年
- 銀河英雄伝説 Die Neue These 星乱（ウィルヘイム・フォン・リッテンハイム）

2022年
- 機動戦士ガンダム 水星の魔女 PROLOGUE（ラジャン・ザヒ）

### Webアニメ
- スーパードラゴンボールヒーローズ プロモーションアニメ（2019年 - 2022年、ジレン）
- ULTRAMAN（2019年 - 2023年、遠藤庸介[23]） - 2シリーズ[一覧 6]
- 無限の住人-IMMORTAL-（2019年、黒衣鯖人[24]）
- 日本沈没2020（2020年、戝前匠）

### ゲーム
2000年
- 007 トゥモロー・ネバー・ダイ（サトシ・イサグラ）

2004年
- 007 エブリシング オア ナッシング（番兵）
- 遙かなる時空の中で3（平経正）

2005年
- 遙かなる時空の中で3 十六夜記（平経正）
- ラチェット&クランク4th ギリギリ銀河のギガバトル（グリーン）

2006年
- サルゲッチュミリオンモンキーズ（警備隊隊長、TVリポーター）
- BLACK（ジャック・ケラー）
- ワイルドアームズ ザ フィフスヴァンガード（チャック・プレストン）

2007年
- スーパーロボット大戦OG ORIGINAL GENERATIONS（シャドウミラー）
- スーパーロボット大戦OG外伝（シャドウミラー）

2008年
- 白騎士物語
- スーパーロボット大戦A PORTABLE（シャドウミラー）

2009年
- 遠隔捜査 -真実への23日間-（三浦正信）
- VitaminZ（桐丘凛太朗）

2010年
- 赤い刀（石楠花）
- グランツーリスモ5（車紹介ナレーション）
- STORM LOVER（オーナー）
- VitaminZ Revolution（桐丘凛太朗）

2012年
- キミ色に染まりたい 恋するオシャレアイドル（襟川理）
- マブラヴ オルタネイティヴ クロニクルズ 再誕（レンツォ）

2013年
- スーパーロボット大戦OGサーガ 魔装機神III PRIDE OF JUSTICE（ヅボルバ・ポフ・ミマンサー）
- STORM LOVER 2nd（オーナー）
- VitaminZ Graduation（桐丘凛太朗）

2014年
- ミスティアージュ〜恋する君とさがしもの〜（ディートリヒ）

2015年
- ドラゴンボールヒーローズ（2015年 - 、サイアックマン、キョアックマン、ジレン） - 2作品
- バイオハザード リベレーションズ2（ニール・フィッシャー）

2016年
- エルダー・スクロールズ・オンライン（ナルシス・ドレン）
- ファイナルファンタジーXV（ビッグス・クレクス）

2017年
- テイルズ オブ ザ レイズ（ガロウズ・アウトソロウ）
- 仁王（立花宗茂）
- スター・ウォーズ バトルフロントII (2017)（若きハン・ソロ）
- Need for Speed Payback（アンダーグラウンド・ソルジャー）
- LEGO マーベル スーパー・ヒーローズ 2 ザ・ゲーム（アイアンマン / トニー・スターク）

2018年
- デトロイト ビカム ヒューマン（コナー）
- クイズRPG 魔法使いと黒猫のウィズ（インフェルナグ）

2019年
- スーパードラゴンボールヒーローズ ワールドミッション（ジレン、サイアックマン、キョアックマン）
- CARAVAN STORIES（ガリオラ）
- ドラゴンクエストXI 過ぎ去りし時を求めて S（ルパス、ボンサック）

2020年
- ファイナルファンタジーVII リメイク（神羅課長）
- 遙かなる時空の中で7（謎の剣士）
- サイバーパンク2077（アンダース・ヘルマン）

2021年
- 真・女神転生V（シヴァ）
- WAR OF THE VISIONS ファイナルファンタジー ブレイブエクスヴィアス 幻影戦争（ガーンズバック）

2022年
- ダイイングライト2 ステイ ヒューマン（エイデン・カルドウェル)
- 刀剣乱舞無双（伊達政宗）
- DNF Duel（ヒットマン）

2023年
- 超探偵事件簿 レインコード（信者）

2024年
- ファイナルファンタジーVII リバース（神羅課長）
- 真・女神転生V Vengeance（シヴァ）
- ドラゴンボール Sparking! ZERO（ジレン）

2025年
- Honor of Kings（司空震）
- モンスターストライク（ラーゼン）

### ドラマCD
2005年
- 遙かなる時空の中で2 シリーズ
  - 遙かなる時空の中で2 花鏡（農民）
  - 遙かなる時空の中で2 紅葉舞（源貞直）

2006年
- 遙かなる時空の中で2 シリーズ
  - 遙かなる時空の中で2 残照の栞（中納言）
  - 遙かなる時空の中で2 夕影の栞（陰陽師）
  - 遙かなる時空の中で2 小春日和（家来、院の武士）

- 遙かなる時空の中で3 シリーズ（平経正）
  - 遙かなる時空の中で3 花月の宵
  - 遙かなる時空の中で3 雪待月

2007年
- 遙かなる時空の中で3 朧月夜（平経正）

2008年
- 最遊記外伝 壱・弐（捲簾の部下）
- 遙かなる時空の中で3 紅の月 第二夜（平経正）

2009年
- 長州ファイブ 上・下巻（町田久成）
- BASARA〜謀略の城〜（鳥居兵庫）
- VitaminZ シリーズ（桐丘凛太朗）
  - VitaminZ ドラマCD -Part.1- 〜Dokidokiびたみん♪ 君と一晩すぺくたくる〜
  - VitaminZ ドラマCD -Part.2- 〜Haraharaびたみん♪ 恋はいつでもすりりんぐ〜

- ミツルギ+α ドラマCD（アビス）※コミックス+『月刊コミックラッシュ』2009年3月号全員サービス

2010年
- ルームシェア 素顔のカレ（宝来和人）

#### BLCD
2003年
- ニュースセンターの恋人（狭川、通訳）

2004年
- 貴族と熱砂の皇子（小野塚篤志）
- くびすじにKiss〜香港夜曲〜（デイヴ）
- グレイ・ゾーン（香坂明良）
- 恋のためらい愛の罪（石崎）
- 月と砂漠の眠る夜（特殊警察官）
- 罪な約束（杉本）
- 二重螺旋2 愛情鎖縛（門倉俊介）
- 華は貴族に手折られる（葵の兄）

2005年
- この愛にひざまずけ（曽我部藤一）
- G線上の猫（先生）
- 梨園の貴公子（長田）
- 迷彩天国 恋愛服務規定（百道喜成）

2006年
- この愛に溺れろ（曽我部藤一）
- G線上の猫2（先生）
- 束縛懲罰委員会（市来）
- 罪な悪戯（杉本）

2007年
- 黒い愛情（瀬戸祐司）
- 暗闇（サタン）の封印2 黎明の章（ゼフォルオト）
- 蛇淫の血（折原洸太）
- あなたの隣に座らせて（タケトシ）

2008年
- 間の楔 シリーズ（ダリル）
  - 間の楔II 〜NIGHTMARE〜
  - 間の楔III 〜RESONANCE〜

- 小悪魔のサンクチュアリ（加賀美隆仁）
- 清澗寺家シリーズ4 罪の褥も濡れる夜（柴崎敬眞）
- セラピストは眠れない（眞野）

2009年
- 瞳をすまして（武士）

### 吹き替え

#### 担当俳優
アダム・スコット
- オフロでGO!!!!! タイムマシンはジェット式2（アダム）
- クランプス 魔物の儀式（トム）
- LIFE!（テッド・ヘンドリックス）※劇場公開版

キット・ハリントン
- エターナルズ（デイン・ウィットマン）
- ガンパウダー（ロバート・ケイツビー）
- ゲーム・オブ・スローンズ（ジョン・スノウ）
- セブンス・サン 魔使いの弟子（Mr.ブラッドリー）
- ベイビールビー（スペンサー）
- モダン・ラブ シーズン2 #3（マイケル）

スティーヴン・グレアム
- アイリッシュマン（トニー・プロ）
- アドレセンス（エディ・ミラー）
- グレイハウンド（チャーリー・コール）
- ピーキー・ブラインダーズ シーズン6（ヘイデン・スタッグ）

ペ・スビン
- 華麗なる遺産（パク・ジュンセ）
- 天使の誘惑（アン・ジェソン）
- 私の期限は49日（カン・ミノ）

マーク・ウォールバーグ
- スペンサー・コンフィデンシャル（スペンサー）
- パパVS新しいパパ（ダスティ・メイロン）
  - パパVS新しいパパ2

- ペイン&ゲイン 史上最低の一攫千金（ダニエル・ルーゴ）

#### 映画
- アーク 失われたマヤの財宝
- アイアンマン（プラット、分析官）※テレビ朝日版
- アイス・クエイク（マイケル・ウェブスター〈ブレンダン・フェア〉）
- I love ペッカー（レスター）
- アウトサイダー（スティーブ〈トム・クルーズ〉）※ソフト版
- アタック・ナンバーハーフ（チャイ〈ジェッダーポーン・ポンディー〉）
- アメイジング・スパイダーマン2（アリスター・スマイス〈B・J・ノヴァク〉）
- アメリカを売った男（エリック・オニール〈ライアン・フィリップアイアンマン〉）
- アルティメット
- アルファ・ドッグ 破滅へのカウントダウン
- インフェルノ（バートランド・ゾブリスト〈ベン・フォスター〉[43]）
- WOLF ウルフ（マン〈パディ・コンシダイン〉）
- ウイング・アンド・プレイヤー（ダン〈ロッキー・マイヤーズ〉）
- ヴェノム（カールトン・ドレイク / ライオット〈リズ・アーメッド〉[44]）
- ウォーク。ライド。ロデオ。（テイト〈マックス・エーリック〉）
- エアフォースワン・ダウン（ダラス・エドワーズ〈イアン・ボーエン（英語版）〉）
- エアポート2013（ジェイク・ロス〈デビッド・チョカチ〉）
- EX エックス（ジェフリー〈ルパート・グレイヴス〉）※ソフト版
- X-MEN:ダーク・フェニックス（ジョン・グレイ〈スコット・シェパード〉[45]）
- エネミー・ライン ※フジテレビ版
- エネミー・ライン4 ネイビーシールズ最前線（ジェイ〈アンソニー・オセイェミ〉）
- エノーラ・ホームズの事件簿（マイクロフト・ホームズ〈サム・クラフリン〉）
- エンバー 失われた光の物語（ドゥーン・ハロー〈ハリー・トレッダウェイ〉）
- オズ はじまりの戦い（オスカー・ディグス / オズ〈ジェームズ・フランコ〉[46]）
- オメデタ?! そんなトコ（ジョシュ〈ウィル・フォーテ〉）
- 鑑定士と顔のない依頼人（ロバート〈ジム・スタージェス〉）
- きみはペット（チャ・ウソン〈リュ・テジュン〉）
- キューブ2（マックス〈マシュー・ファーガソン〉）※ソフト版
- 恐怖ノ黒電話（ジョン〈スティーヴン・モイヤー〉）
- キラータクシー（マルコ〈ルカ・サンペローニ〉）
- 宮廷料理人ヴァテール（エフィア侯爵〈ジェローム・プラダン〉）
- ゲームオーバー!（ベイ・アワディ〈ウトカルシュ・アンブドゥカル〉）
- コードネーム エンジェル（アシュラフ・マルワン〈マーワン・ケンザリ〉）
- コーポレート・アニマルズ 社畜たちの研修旅行（フレディ〈カラン・ソーニ〉）
- 恋のときめき乱気流（アントワーヌ〈ニコラ・ブドス〉）
- 恋の予感?! 〜ホテルリノベ奮闘記〜（ジェイク〈アダム・デモス〉）
- 恋する輪廻 オーム・シャンティ・オーム（ムケーシュ〈アルジュン・ラームパール〉）
- 氷の接吻 ※ソフト版
- サーフィン ドッグ（フィル・ウィンスロー〈リー・ペイス〉）
- 史上最高のカンパイ! 戦地にビールを届けた男（チッキーの父親〈ポール・アデルスタイン〉）
- 最後に恋に勝つルール（ピーター〈ガブリエル・マン〉）
- 最後の初恋（マーク・フラナー〈ジェームズ・フランコ〉）
- サンシャイン・クリーニング（マック〈スティーヴ・ザーン〉）
- ジャスト・ア・メリークリスマス（ジャシャン〈カナン・ギル〉）
- シェーン（クリス・キャロウェイ〈ベン・ジョンソン〉）※スター・チャンネル版
- 慈悲（ブラッド〈ジェームズ・ウォーク〉）
- シャドーランド（ジャスパー・バーンズ〈ショーン・マグワイア〉）
- スーヴェニア 私たちが愛した時間（アンソニー〈トム・バーク〉）
  - スーヴェニア 私たちが愛した時間、後に
- スクリーム3（タイソン・フォックス〈デオン・リッチモンド〉）
- スター・ウォーズ/最後のジェダイ（コードブレイカー〈ジャスティン・セロー〉）
- ストリート・オブ・ファイヤー（クライド〈ビル・パクストン〉）※VOD版
- S.W.A.T. 闇の標的（ポール・カトラー〈ガブリエル・マクト〉）※テレビ東京版
- セバーグ（カール・コワルスキー〈ヴィンス・ヴォーン〉）
- ソング・トゥ・ソング（クック〈マイケル・ファスベンダー〉[47]）
- ダーク・ブルー
- タイムトラベラー きのうから来た恋人（クリフ〈ネイサン・フィリオン〉）
- TAXi ダイヤモンド・ミッション（エディ・マクルー〈マリク・ベンタルハ〉[48]）
- チェルシーホテル（ロス〈スティーヴ・ザーン〉）
- ツタン・カーメンの秘宝 失われた王宮/太陽の王子（ダニー・フリーモント〈キャスパー・ヴァン・ディーン〉）
- ディヴァイド（ジョシュ〈マイロ・ヴィンティミリア〉）
- トラフィック（ボーマン）
- ドリヴン（メモ・モレノ）※DVD版
- ナイトティース（ジェイ〈ラウル・カスティーロ〉）
- ニード・フォー・スピード（ジョー・ペック〈ラモン・ロドリゲス〉）
- パーソナル・ショッパー（アーウィン〈アンデルシュ・ダニエルセン・リー〉）
- ハイスクール・ミュージカルシリーズ（ジェイソン・クロス〈ライン・サンボーン〉）
  - ハイスクール・ミュージカル
  - ハイスクール・ミュージカル2
  - ハイスクール・ミュージカル/ザ・ムービー
- パイレーツ・オブ・カリビアン/生命の泉（ガーヘン〈松崎悠希〉）
- バグ・ミー・テンダー 〜恋と友情の物語〜（ゴジ）
- パッセンジャー（インフォマット[49]）
- ハッピー・アニバーサリー（サム〈ベン・シュワルツ〉）
- パピヨン（パピヨン〈チャーリー・ハナム〉[50]）
- パラサイト 半地下の家族（ミニョク〈パク・ソジュン〉[51]）※日本テレビ版
- バリー（バリー / バラク・オバマ〈デヴォン・テレル〉）※Netflix版
- バレンタインデー（リード・ベネット〈アシュトン・カッチャー〉）
- パンプキン・ヘッド 禁断の血婚（リッキー・マッコイ）
- 必殺処刑チーム（ジェイソン〈ジェームズ・A・ウッズ〉）※Netflix配信版
- ヒットマン（ジャスパー〈オースティン・アメリオ〉[52]）
- フールズ・ゴールド/カリブ海に沈んだ恋の宝石（ビッグ・バニー〈ケヴィン・ハート〉）
- ファミリー・ブラッド（クリストファー〈ジェームズ・ランソン〉）
- フィオナが恋していた頃（ジャック）
- ブライダル・ウォーズ（ダニエル・ウィリアムズ〈スティーヴ・ハウィー〉）
- ブランデッド（ミーシャ・ガルキン〈エド・ストッパード〉）
- ブラックベリー（ジム・バルシリー〈グレン・ハワートン〉）
- プリズン211（フアン）
- フレディVSジェイソン（チャーリー・リンダーマン〈クリス・マークエット〉）※ソフト版
- フローラとユリシーズ（ジョージ〈ベン・シュワルツ〉[53]）
- ヘヴィメタル（ハロルド・ライミス）
- ベスト・キッド（ジョニー・ロレンス〈ウィリアム・ザブカ〉）※ソフト版
- ベスト・キッド3/最後の挑戦 ※DVD・BD新録版
- ボーダー・ラン（ロベルト〈マノロ・カルドナ〉）
- ボーン・スプレマシー ※ソフト・テレビ朝日版
- ぼくたちの奉仕活動（ホイーラー〈ショーン・ウィリアム・スコット〉）
- ホステル3（スコット〈ブライアン・ハリセイ〉）
- ボヘミアン・ラプソディ（ジム・ハットン〈アーロン・マカスカー〉）※ソフト版
- マーサ・ミーツ・ボーイズ
- マゴリアムおじさんの不思議なおもちゃ屋（ベリーニ〈テッド・ルジック〉）
- マネー・ピット（ウォルター・フィールディング・Jr〈トム・ハンクス〉）※VOD版
- マネーモンスター（カイル・バドウェル〈ジャック・オコンネル〉）
- マリブ・レスキューチーム（ロジャー〈ジェフ・ミーチャム〉）
- マレフィセント（中尉）
- ミーン・マシーン（ビリー〈ダニー・ダイア〉）
- ミッション:インポッシブルシリーズ（ウィリアム・ブラント〈ジェレミー・レナー〉）
  - ミッション:インポッシブル/ゴースト・プロトコル
  - ミッション:インポッシブル/ローグ・ネイション
- ミュータント・タートルズ（オニール博士〈ポール・フィッツジェラルド〉）
- 迷宮のレンブラント
- メガ・シャークVSクロコザウルス
- 夜叉 -容赦なき工作戦-（イ・チャンヨン〈チェ・ウォニョン〉）
- U-571（ロナルド・“ラビット”・パーカー〈ウィル・エステス〉）※テレビ朝日2003年版
- ライセンス・トゥ・ウェディング（ベン・マーフィ〈ジョン・クラシンスキー〉）
- ラン・スイートハート・ラン（イーサン〈ピルー・アスベック〉）
- リロ&スティッチ[54]
- レジェンド・オブ・ウォーリアー 反逆の勇者
- 6年目も恋愛中（ジェヨン〈ユン・ゲサン〉）
- ロスト・マネー 偽りの報酬（ジャック・マリガン〈コリン・ファレル〉）
- ワニ&ジュナ 〜揺れる想い〜（ヨンミン〈チョ・スンウ〉）
- 私だけのハッピー・エンディング（ジュリアン・ゴールドスタイン〈ガエル・ガルシア・ベルナル〉）
- 私は「うつ依存症」の女（レーフ〈ジェイソン・ビッグス〉）
- わんわん物語（ジム・ディア〈トーマス・マン〉）

#### ドラマ
- アグリー・ベティ2（ディアス・コーチ[1]）
- ALCATRAZ/アルカトラズ #11（ウェブ・ポーター〈ラミ・マレック〉）
- アンドロメダ（レイドン〈アンソニー・レムケ〉）
- ER緊急救命室X（レスター・ロドニー・カーツェンスタイン〈ロッシフ・サザーランド〉）
- L.A.大捜査線 マーシャル・ロー（ドリュー・シムス弁護士〈ジョン・ホークス〉）
- NCIS:LA 〜極秘潜入捜査班（マイク・レンコー〈ブライアン・エイヴァーズ〉）
- NCIS: ニューオーリンズ
  - シーズン1（サミュエル・ウィルキンス）
  - シーズン4 #6（ノーラン・ウィリス少佐）
- NCIS 〜ネイビー犯罪捜査班 シーズン6（マイケル・リフキン）
- エージェント・オブ・シールド（グラント・ウォード〈ブレット・ダルトン〉）
- FBI: 特別捜査班
- Lの世界（ティム・ハスベル〈エリック・メビウス〉[1]）
- エレメンタリー6 ホームズ&ワトソン in NY #1（ライアン・ヘイズ〈ブレット・ダルトン〉）
- オクニョ 運命の女（カン・ソノ〈イム・ホ〉）
- オレンジ・イズ・ニュー・ブラック（ラリー・ブルーム〈ジェイソン・ビッグス〉）
- 彼女はホログラム・スター
- 神の雫/Drops of God（アレクサンドル・レジェ〈スタンレー・ヴェベール〉）
- 華麗なる遺産〜燦爛人生〜（カオ・ジェンシュン〈バー・ビン〉）
- 奇皇后 〜ふたつの愛 涙の誓い〜（ワン・ユ〈チュ・ジンモ〉）
- キム・マンドク〜美しき伝説の商人（ホンス〈ハン・ジェソク〉）
- 君はどの星から来たの（パク・チャノ）
- キャッスル 〜ミステリー作家は事件がお好き シーズン4 #23（コール・マドックス〈ターモー・ペニケット〉）
- GALACTICA/ギャラクティカ（ビリー・キケヤ〈ポール・キャンベル〉）
- 救命医ハンク2 セレブ診療ファイル（オリヴァー・アンブローズ）
- クリプトン（セグ＝エル〈キャメロン・カフ〉）
- クリミナル・マインド FBI行動分析課
  - シーズン1 #16、8 #23（ショーン・ホッチナー〈エリック・ジョンソン/Eric Johnson (actor)〉）
  - シーズン3 #4（アーヴィン）
  - シーズン8 #13（アラン / ブライアン・ヒューズ）
  - シーズン14 #13、15（エヴァレット・リンチ〈マイケル・モーズリー〉）
- クリミナル・マインド 国際捜査班 シーズン2 #2（ガルテリオ・コンテ〈ヴィンセント・スパーノ〉）
- GRIMM/グリム（ニック・ブルクハルト〈デヴィッド・ジュントーリ〉）
- コブラ会（ジョニー・ロレンス〈ウィリアム・ザブカ〉）
- ゴースト 〜天国からのささやき シーズン2（カイル・マッコール）
- ザ・クラウン（グラハム・サザーランド〈スティーヴン・ディラン〉）
- 殺人を無罪にする方法（フランク・デルフィノ〈チャーリー・ウェバー〉）
- CSI:科学捜査班
  - シーズン2（レニスFBI捜査官）※ベガス-マイアミ合同捜査エピソード
  - シーズン10（ドナルド・フィオーレ〈ラファエル・スバージ〉）
  - シーズン13 #21（トーマス・ポープ / ジョナサン・ハリス〈イアン・ボーエン〉）
- CSI:ニューヨーク #23（ジェームズ・マドフ）
- CSI:マイアミ7
  - シーズン7（ポール・サンダース）
  - シーズン8（マシュー・スローン〈シャリフ・アトキンス〉）
- しあわせの処方箋（ベン）
- ジェントルマン・ジャック 紳士と呼ばれたレディ（サミュエル・ワシントン〈ジョー・アームストロング〉）
- ジャッカルの日（オシタ・ハルクロウ〈チュクウディ・イウジ〉[55]）
- 主任警部アラン・バンクス2（サイモン・ハリス）
- 少林寺伝奇（恵石〈リー・ユアン〉）
- ジェーン・ザ・ヴァージン（ラファエル〈ジャスティン・バルドーニ〉）
- 新チャーリーズ・エンジェル（ジョン・ボスレー〈ラモン・ロドリゲス〉）
- SCORPION/スコーピオン（ティモシー・“ティム”・アームストロング〈スコット・ポーター/Scott Porter〉）
- スターゲイト SG-1（ダグ・マクネア〈デレク・ハミルトン〉）
- スターの恋人（キム・チョルス〈ユ・ジテ〉[1]）
- 戦争と平和（アナトール・クラーギン〈カラム・ターナー〉）
- ターミネーター:サラ・コナー クロニクルズ（アンディ・グード〈ブレンダン・ハインズ〉）
- 大旗英雄伝（温兆倫〈デリック・ワン〉）
- 太陽に向かって（イ・スンハ〈チョン・ソンファン〉）
- TABOO（ジェームズ・ディレイニー〈トム・ハーディ〉）
- CHUCK/チャック（ダニエル・ショウ〈ブランドン・ラウス〉）
- 超能力ファミリー サンダーマン（ブラッドフォード校長〈ジェフ・ミーチャム〉）
- TRUE DETECTIVE/ロサンゼルス（レイ・ヴェルコロ刑事〈コリン・ファレル〉）
- トレッドストーン（ダグ・マッケナ〈ブライアン・J・スミス〉[56]）
- トンイ
- ナース・ジャッキー4（ダスティン）
- ニュー・アムステルダム 医師たちのカルテ シーズン3 #1（デーン・スタークス機長〈ラファエル・スバージ〉）
- PERSON of INTEREST 犯罪予知ユニット（アンドリュー・ベントン）
- ハイテク武装車バイパー（ダーク・ミンヤード〈スティーヴ・ベーシック〉）
- パスタ〜恋が出来るまで〜（チェ・ヒョヌク〈イ・ソンギュン〉[1]）
- BELOW THE SURFACE 深層の8日間（アルファ / マーク・ハルド）
- ファン・ジニ
- フラーハウス（ジョーダン）
- THE BLACKLIST/ブラックリスト シーズン2 #17（ジュリアン・パウエル〈ジョシュア・クローズ〉）
- プリティ・リトル・ライアーズ（エズラ・フィッツ〈イアン・ハーディング〉）
- FRINGE/フリンジ（チャーリー・フランシス〈カーク・アセヴェド〉[1]）
- ペク・ドンス（思悼世子〈オ・マンソク〉）
- ヴェロニカ・マーズ（ラム保安官〈マイケル・ムーニー〉）
- ボードウォーク・エンパイア5 欲望の街（ジョー・ケネディ〈マット・レッシャー〉）
- BONES
  - シーズン4（ピーター・クルーン〈エリック・ネニンジャー〉）
  - シーズン7（クリストファー・ペラント〈アンドリュー・リーズ〉）
- ボディ・オブ・プルーフ 死体の証言（ビル・パークソン）
- ボディガード -守るべきもの-（デイビッド・バッド〈リチャード・マッデン〉[57]）
- ボルジア家 愛と欲望の教皇一族
- マイ・スウィート・ソウル（キム・ヨンス〈イ・ソンギュン〉）
- MACGYVER/マクガイバー シーズン3 #2（ライアン・ソープ）
- マダム・セクレタリー S1#2（アイザック・ビショップ〈ジェフ・ヘフナー〉）
- 見えない訪問者 〜ザ・ウィスパーズ〜（ショーン・ベニガン〈マイロ・ヴィンティミリア〉）
- 名探偵モンク3（モリス〈マイケル・ウェストン〉）
- THE MENTALIST メンタリストの捜査ファイル3（ウェス・アトウッド〈ジョーダン・ベルフィ〉）
- ラスト・リゾート 孤高の戦艦（サム・ケンダル副長〈スコット・スピードマン〉[58]）
- ラヴクラフトカントリー　恐怖の旅路（ウィリアム〈ジョーダン・パトリック・スミス〉[59]）
- ラビット・ホール/指名手配のスパイ（マンフレッド・ラーター〈ジェド・リース〉）
- リゾーリ&アイルズ7 ザ・ファイナル（ケント・ドレイク〈アダム・シンクレア〉）
- LAW & ORDER:LA（レックス・ウィンターズ〈スキート・ウールリッチ〉）
- ロードナンバーワン（シン・テホ〈ユン・ゲサン〉[1]）
- 私はラブ・リーガル3 #1（ティム・クライン〈ニック・ザーノ〉）
- ワンス・アポン・ア・タイム（デヴィッド・ノーラン / チャーミング王子〈ジョシュア・ダラス〉）

#### アニメ
- 悪魔城ドラキュラ -キャッスルヴァニア-（サンジェルマン伯爵）
- アドベンチャー・タイム
- インサイド・ヘッド（パパ[60]）
  - インサイド・ヘッド2[61]
  - 『インサイド・ヘッド』の世界より:ライリーの夢の製作スタジオ
- インベーダー・ジム: フローパス計画（メンブレーン博士）
- おちゃめな魔女サブリナ（セーレム）
- カーズ2（グレム）
- クリフォード・ザ・ムービー（ジャックルフォード）
- クルードさんちのあたらしい冒険（フィル[62]）
- サンダーバード ARE GO（バージル・トレーシー）
- シュガー・ラッシュ（フェリックス[63]）
  - シュガー・ラッシュ:オンライン（フェリックス[64]）
- スター・ウォーズ レジスタンス（ニーク・ヴォゾ[65]）
- スパイダーマン&アメイジング・フレンズ（ナレーター）
- ダイナソー・アイランド 恐竜たちの大地
- ノーノーのミニミニ大冒険（ヴェジー[66]）
- プレーンズ（コリン・カウリング）
- マダガスカルシリーズ
  - マダガスカル
  - ザ・ペンギンズ from マダガスカル（カズー小僧、アントニオ、アレックス）
- モンスターズ・パーティ（テリー・ペリー）
- モンスターズ・ユニバーシティ（テリー・ペリー）
- ライリーの初デート?（ライリーのパパ）
- LEGO Rスーパー・ヒーローズ：アクアマン（オーシャンマスター）
- ハズビン・ホテル（ルシファー）

#### 海外人形劇
- ネビュラ75（トリトン）[67]

### 特撮
- ゴジラ×メガギラス G消滅作戦（2000年、アナウンサーの声）
- 未来戦隊タイムレンジャー（2000年、マッドレーサー・バロンの声）

### 舞台・イベント
- 堀内賢雄25周年記念イベント
- ケンユウオフィス5周年記念イベント
- まるまりんプロデュース公演vol.1「UFO長屋」
- ネオロマンス・フェスタ 遙か祭2008
- ネオロマンス・フェスタ 遙か十年祭
- ネオロマンス・フェスタ 遙か祭2011
- VitaminZ 〜大阪・初夏の陣〜
- VitaminZ 〜東京・盛夏の陣〜
- VitaminXtoZ いくぜっ!究極（ハイパー）★エクスプロージョン

### キャラクターソングCD
- 遙かなる時空の中で3 雪待月
  - 「蝶紋の賽よ 天空に転がれ」（平経正、平惟盛、平知盛）
- 遙かなる時空の中で3 紅の月 ヴォーカル・コレクション
  - 「月夜に、音色の想慕文」（平経正、平敦盛）
- VitaminZ キャラクターソングCD GTR編
  - 「Handmade Life」（桐丘凛太朗）
  - 「natural heart」（桐丘凛太朗）

#### 朗読・ラジオCD
- VitaminZ × 羊でおやすみシリーズ Vol.7 「テラスハウスでおやすみ」（桐丘凛太朗）

### ラジオドラマ
- NHK-FM FMシアター「海を渡るさぬきブルース」（2001年）

### ボイスオーバー
- NHKスペシャル（NHK総合）
  - ドラマ 東京裁判（2016年、イングル証人の声、記者）
- 奇跡体験!アンビリバボー（フジテレビ）
- 地球ドラマチック（NHK教育）
  - 「空飛ぶ車を作れ!」（2013年）
  - 「アラスカ“クマの王国”〜たくましく生きる野生の親子〜」（2015年）
  - 「スローライフで結ぶ家族の絆」（2016年）
- ブランドンのナイト・サファリ（アニマルプラネット）

### ナレーション
- 豪快極旨☆にっぽんの味
- 大和撫子（月 - 金曜日）
- 大自然に抱かれた楽園 コスタリカ絶景の旅（2014年3月15日、BSジャパン）
- BS世界のドキュメンタリー
- 地球ドラマチック

### シリーズ一覧
1. ↑  第3期（2018年）、第4期（2020年）、第7期（2024年）
2. ↑  第2期第1部（2021年）、第3期（2024年）
3. ↑  『The Final Season Part 1』（2021年）、『The Final Season Part 2』（2022年）
4. ↑  season1（2023年）、season2（2024年）
5. ↑  Season 1（2024年）、Season 2 -Arise from the Shadow-（2025年）
6. ↑  シーズン1（2019年）、FINALシーズン（2023年）

### 初出話一覧
1. 1 2  第1159話初出
2. ↑  第706話初出
3. ↑  第931話初出
4. ↑  第1028話初出
5. ↑  第1127話初出
6. ↑  第151話初出
7. ↑  第65話初出
8. ↑  第17話初出
9. 1 2 3  第1話初出
10. ↑  第19話初出
11. ↑  第12話初出
12. 1 2  第3話初出
13. 1 2 3 4  第4話初出
14. ↑  第26話初出
15. 1 2  第15話初出
16. ↑  第11話初出
17. ↑  第2話初出